# Вимана

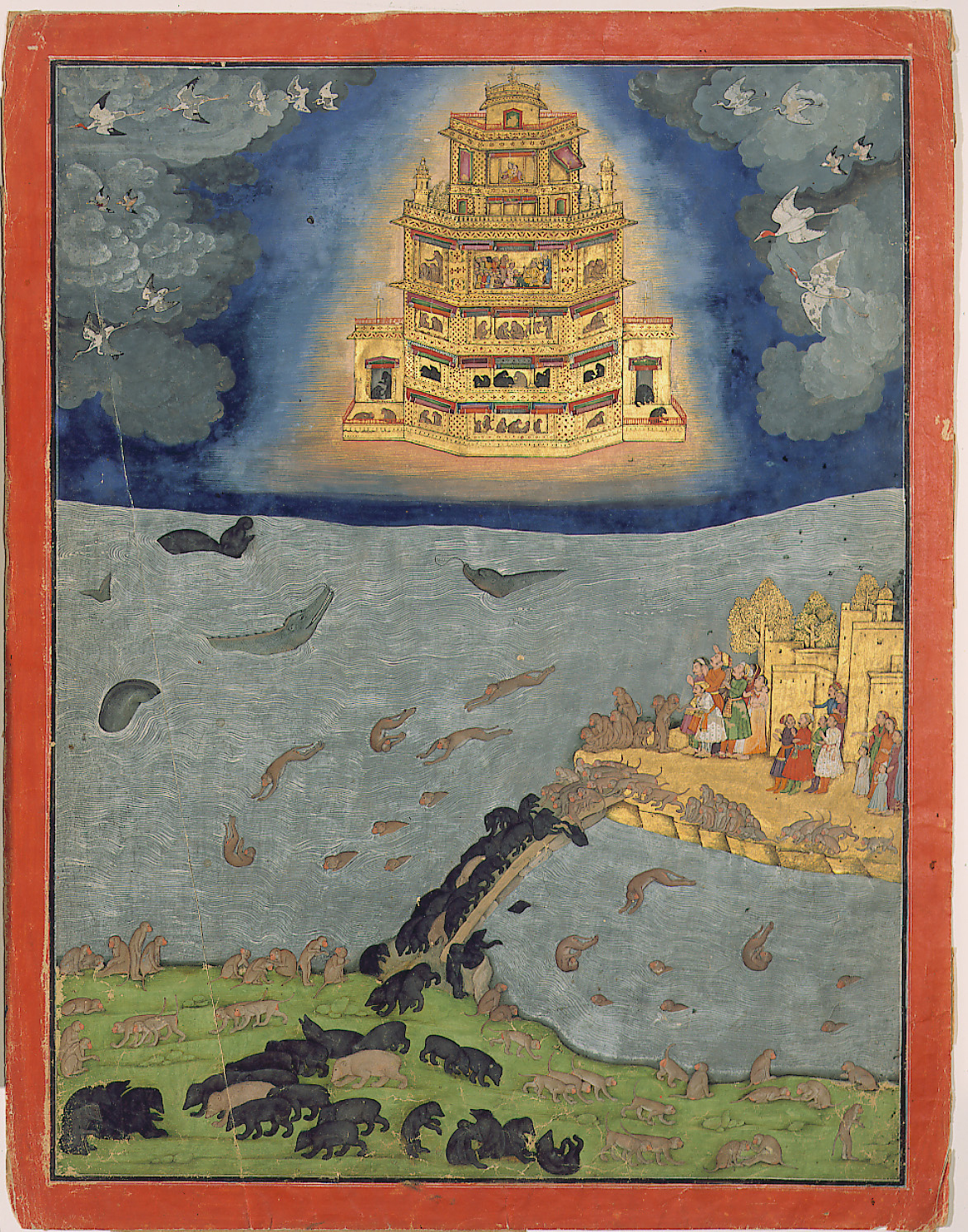
Пушпака — вимана Раваны

Вима́на (санскр. विमान IAST: vimāna — дословно — «измеряющий, обходящий») — в индуистских и буддийских мифологических текстах воздушный дворец, царский чертог или небесная колесница.
Образ виманы восходит к колесящим по небу повозкам Индры и иных арийских божеств, которые упоминаются в Ведах и имеют параллели в мифологии греков (колесница Гелиоса), германцев (солнечная повозка) и других индоевропейских народов.
В «Ригведе» слово vimāna употребляется в значении «меряющий» или «мера» (пространства); там же (I 164, 48) даётся такое описание (слово vimāna в этом гимне не встречается), являющееся одновременно аллегорией года: «Косяков двенадцать, колесо одно, / Три ступицы — кто же это постигнет? / В нём укреплены вместе колышки, / Словно триста шестьдесят подвижных и (одновременно) неподвижных».
В «Рамаяне» вимана Раваны именуется Пушпакой («убранная цветами»). Эта «превосходная воздушная колесница» напоминает Солнце или облако, блещущее в небесной выси. Она способна домчать владельца в любую точку земли и неба. Изготовителем колесницы назван царь асуров Майясура, а её первым обладателем — бог богатства Кубера.
В «Махабхарате» сообщается, что четырёхколёсная вимана Майясуры имела двенадцать локтей в длину и использовалась царём для метания пылающих снарядов. Когда во время преследования Кришной своего соперника колесница последнего стала невидимой для взгляда, Кришна всё-таки поразил соперника, определив траекторию движения виманы по звуку. Изготовителями виман в тексте назван «всезнающий народ йона» (древние греки). В поэме говорится, что поверженные герои падают со своих коней и слонов, «как обитатели неба низвергаются вниз со своих виман, когда исчерпается их благая заслуга».
В 13-й песне поэмы Калидасы «Род Рагху» описан тот же сюжет, что и в «Рамаяне». Рама, одержав победу над Раваной и вернув себе Ситу, на небесной колеснице Пушпаке вместе с женой возвращается на родину. Калидаса использует этот сюжет, чтобы описать Южную Индию с высоты птичьего полёта:

Смотри, небесная колесница летит то по тропе богов, то по стране облаков, то в выси, где реют птицы; и в движении своем она, поистине, повинуется велениям моей мысли. … С огромной высоты мой взор достигает вод озера Пампа с берегами, густо поросшими тростником, с едва различимыми отсюда стаями журавлей, и пробуждается былая грусть. … Внизу, близ горы, извивается река Мандакини, струящая свои чистые и прозрачные воды; издали она кажется совсем тонкой, словно жемчужная нить, украшающая грудь земли.
Воды Ганги, увиденные с высоты, поэт сравнивает то с ожерельем из жемчугов и изумрудов, то с гирляндой из белых и голубых лотосов, то с узором из листьев на полу.
В седьмом действии драмы Калидасы «Шакунтала» описывается, как возничий Индры Матали и царь Душьянта путешествуют на летающей колеснице. Сперва она летит над облаками, но когда начинает снижение, автор подчеркивает, что она проходит через дождевые облака и колеса покрываются брызгами.

Душьянта.
Как бы спускается земля с высоких гор,
Живёт отдельно дерево любое,
Река, что узкою казалась до сих пор,
Бежит широководною тропою.
Мне кажется, когда стремлюсь я в вышине,
Что всё кругом исполнено полёта,
Что и земля теперь летит навстречу мне,
Как будто вверх её подбросил кто-то!
Матали. У тебя зоркий взгляд. Как величава, как обворожительна земля!
После этого автор отмечает «мягкую посадку» колесницы Индры, которое даже не заметил Душьянта. Как отмечает филолог Б. Захарьин, это описание «поражает точностью чисто технических деталей, доступных, казалось бы, лишь современному пилоту!» В свою очередь индолог В. Г. Эрман отмечает, что «чувство полёта, кажется, живёт в душе поэта. Описания эти так ярки и зримы, что можно представить, будто ему самому приходилось летать по воздуху и взирать на землю с огромной высоты».
В поэме Сомадевы (XI век) «Океан сказаний», как отмечает филолог И. Д. Серебряков, «рассказывается о воздушных кораблях, движущихся с помощью механических двигателей и покрывающих большие расстояния с громадной скоростью. Они имеют круглую форму, подобны цветку лотоса, используются для разнообразных целей, в том числе, например, для переброски слонов». Помимо этого, в поэме присутствуют и такие сказочные элементы как летающие слоны или колесница Брахмы, запряжённая лебедями.
Основные упоминания «воздушных кораблей» в поэме следующие:
- На корабле путешествует Сомапрабха, дочь асуры Майя, в другой город к своей подруге Калингасене, а затем помогает ей найти мужа (с. 88, 93).
- Раджа Хемапрабха строит такой корабль и использует его, чтобы доставить дочь к зятю (С. 122).
- Раджьядхара строит корабль, чтобы помочь царевичу Нараваханадатте перелететь через океан и найти на острове Карпурасамбхава свою невесту (С. 151).
- Зодчий Майя учит искусству создавать корабли царевича Сурьяпрабху, который с помощью корабля «Бхутасана» находит невесту и совершает ряд путешествий (С. 155, 158, 181, 185).
- Когда Сурьяпрабха воюет с раджой Шруташарманом, у которого в армии есть слоны, он также приказывает доставить на воздушных кораблях слоновье войско (С. 192).
- Когда начинается упорная битва, Сурьяпрабха приказывает перебросить по воздуху своему союзнику Прабхасе отряд колесниц (С. 199).
- Древний царь Пушкаракша получает в подарок от Ранкумалина летающую колесницу и благодаря ей, как говорит поэма, покоряет «всю землю, окружённую четырьмя океанами» (С. 257).
- Шива дарит царевичу Нараваханадатте построенный самим Брахмой воздушный корабль «Падма». С его помощью герой путешествует в город Вакрапуру к своей невесте (С. 355). Когда его войско отправляется в поход, он на корабле, «поместив жён в его тычинках, а министров и друзей — в лепестках», сопровождает войско (С. 360, 362).
- Эту же божественную колесницу его отец Удаяна использует для возвращения на родину (С. 380).

Индийский индолог и историк Вишнампет Дикшитар в своей книге «Warfare in Ancient India» («Военное дело в Древней Индии») высказывает мнение, что виманы вовсе не были мифическими объектами, но реально существовавшими летательными аппаратами, «вкладом Индии в развитие науки аэронавтики».
В 1952 году в Индии был опубликован текст «Вайманика-шастра», которая выдаётся за древнее пособие по аэронавтике и приписывается Бхарадвадже.